# Сан Коломбано ал Ламбро
Сан Коломба̀но ал Ла̀мбро (на италиански: San Colombano al Lambro, на западноломбардски: San Colomban al Lamber, Сан Коломбан ал Ламбер) е градче и община в Северна Италия, провинция Милано, регион Ломбардия. Разположено е на 80 m надморска височина. Населението на общината е 7468 души (към 2010 г.).
Територията на община Сан Коломбано ал Ламбро се намира 22 км от останалите общини в провинция Милано. В 1992 г. провинция Лоди е създадена, когато 61 общини в южната част на провинция Милано решават да се разделят и да създадат независима провинция. Обаче с референдум жителите на Сан Коломбано ал Ламбро решават да останат в миланската провинция.